# Jimmy (Boudewijn de Groot)
Jimmy is een nummer van Boudewijn de Groot, afkomstig van het album Hoe sterk is de eenzame fietser. De tekst is van Ruud Engelander.

## Achtergrond
Het album Hoe sterk is de eenzame fietser is genoemd naar de eerste regel van dit nummer. De Groot vroeg aan Lennaert Nijgh teksten voor het op te nemen album. Er kwam destijds als tekstschrijver Ruud Engelander bij, maar De Groot had nog wat moeite met zijn teksten. Engelander was vrijer in metrum etc. dan Nijgh. De Groot liet zich voor de muziek inspireren door Meet Mr. Callaghan van Eric Spear. Voor de brug in het nummer, werd De Groot geïnspireerd door Lou Reeds Walk on the Wild Side. De titel van het liedje kwam pas later, toen Boudewijn de Groot en zijn vrouw van destijds zich realiseerden dat hij aan het zingen was over vader en zoon. Jimmy verwijst naar zoon Jim de Groot. Om de "toe-toe-does" in te zingen liet De Groot een Surinaams dameskoortje naar de studio komen. Hij was echter niet tevreden over het resultaat en zong het zelf opnieuw in. Bert Paige schreef het arrangement en gaf leiding aan het orkest. Ben de Bruin nam de elektrische gitaar voor zijn rekening.
Het nummer is vooral bekend om de zin "Maar liever dat nog, dan het bord voor z'n kop van de zakenman, want daar wordt-ie alleen maar slechter van", die aan het eind van het lied een aantal keer achter elkaar herhaald wordt.
In 1990 werd Jimmy ter gelegenheid van het verschijnen van de verzameld-cd Het beste van Boudewijn de Groot als promotiesingle uitgebracht (met als B-kant Als de rook om je hoofd is verdwenen).

## Andere versies
In 1983 nam De Groot een Duitstalige versie van het nummer op voor het album Bo de Groot, speciaal bedoeld voor de Duitse markt. De Strangers parodieerden het lied in 1974 als Ne kadee me haar oep z'n tanden. De Tröckener Kecks voerden het uit op Als de rook is verdwenen..., een tribute-album uit 1994. Starkoo en DJ Henri verzorgen een versie in 2009, die slechts een week in de top 100 stond op plaats 94.

## Hitnoteringen
Het nummer werd als single uitgegeven, samen met Onderweg wel met tekst van Nijgh.

### Nederlandse Top 40
| Hitnotering: week 42 t/m 52 | Hitnotering: week 42 t/m 52 | Hitnotering: week 42 t/m 52 | Hitnotering: week 42 t/m 52 | Hitnotering: week 42 t/m 52 | Hitnotering: week 42 t/m 52 | Hitnotering: week 42 t/m 52 | Hitnotering: week 42 t/m 52 | Hitnotering: week 42 t/m 52 | Hitnotering: week 42 t/m 52 | Hitnotering: week 42 t/m 52 | Hitnotering: week 42 t/m 52 | Hitnotering: week 42 t/m 52 |
| Week:                       | 1                           | 2                           | 3                           | 4                           | 5                           | 6                           | 7                           | 8                           | 9                           | 10                          | 11                          |                             |
| --------------------------- | --------------------------- | --------------------------- | --------------------------- | --------------------------- | --------------------------- | --------------------------- | --------------------------- | --------------------------- | --------------------------- | --------------------------- | --------------------------- | --------------------------- |
| Positie:                    | 20                          | 12                          | 10                          | 8                           | 7                           | 6                           | 9                           | 12                          | 22                          | 34                          | 38                          | uit                         |

### NederlandseDaverende 30
| Hitnotering: 20-10-1973 t/m 21-12-1973 | Hitnotering: 20-10-1973 t/m 21-12-1973 | Hitnotering: 20-10-1973 t/m 21-12-1973 | Hitnotering: 20-10-1973 t/m 21-12-1973 | Hitnotering: 20-10-1973 t/m 21-12-1973 | Hitnotering: 20-10-1973 t/m 21-12-1973 | Hitnotering: 20-10-1973 t/m 21-12-1973 | Hitnotering: 20-10-1973 t/m 21-12-1973 | Hitnotering: 20-10-1973 t/m 21-12-1973 | Hitnotering: 20-10-1973 t/m 21-12-1973 | Hitnotering: 20-10-1973 t/m 21-12-1973 |
| Week:                                  | 1                                      | 2                                      | 3                                      | 4                                      | 5                                      | 6                                      | 7                                      | 8                                      | 9                                      |                                        |
| -------------------------------------- | -------------------------------------- | -------------------------------------- | -------------------------------------- | -------------------------------------- | -------------------------------------- | -------------------------------------- | -------------------------------------- | -------------------------------------- | -------------------------------------- | -------------------------------------- |
| Positie:                               | 21                                     | 13                                     | 14                                     | 9                                      | 7                                      | 9                                      | 11                                     | 13                                     | 24                                     | uit                                    |

### BelgischeBRT Top 30
| Hitnotering: 1-12-1973 t/m | Hitnotering: 1-12-1973 t/m | Hitnotering: 1-12-1973 t/m | Hitnotering: 1-12-1973 t/m | Hitnotering: 1-12-1973 t/m | Hitnotering: 1-12-1973 t/m | Hitnotering: 1-12-1973 t/m | Hitnotering: 1-12-1973 t/m | Hitnotering: 1-12-1973 t/m | Hitnotering: 1-12-1973 t/m | Hitnotering: 1-12-1973 t/m |
| Week:                      | 1                          | 2                          | 3                          | 4                          | 5                          | 6                          | 7                          | 8                          | 9                          |                            |
| -------------------------- | -------------------------- | -------------------------- | -------------------------- | -------------------------- | -------------------------- | -------------------------- | -------------------------- | -------------------------- | -------------------------- | -------------------------- |
| Positie:                   | 30                         | 14                         | 16                         | 13                         | 16                         | 17                         | 23                         | 28                         | 25                         | uit                        |

### NPO Radio 2 Top 2000
| Nummer met noteringen in de NPO Radio 2 Top 2000 | '99 | '00 | '01 | '02 | '03 | '04 | '05 | '06 | '07 | '08 | '09 | '10 | '11 | '12 | '13 | '14 | '15 | '16 | '17 | '18 | '19 | '20 | '21 | '22 | '23 | '24 |
| ------------------------------------------------ | --- | --- | --- | --- | --- | --- | --- | --- | --- | --- | --- | --- | --- | --- | --- | --- | --- | --- | --- | --- | --- | --- | --- | --- | --- | --- |
| Jimmy                                            | 166 | 167 | 138 | 116 | 141 | 168 | 163 | 218 | 260 | 179 | 375 | 449 | 506 | 543 | 541 | 724 | 696 | 618 | 721 | 675 | 638 | 697 | 674 | 658 | 745 | 731 |

1. ↑  Een vetgedrukt getal geeft de hoogste notering aan.